# Walter Oesau
Walter »Gulle« Oesau, nemški častnik, vojaški pilot in letalski as, * 28. junij 1913, Farnewinkel, † 11. maj 1944, v boju blizu St. Vitha, Belgija.

## Življenjepis
Walter Oesau je v nemško armado vstopil že leta 1933. Sprva je služil v artileriji , leta 1934 pa se je začel šolati za vojaškega pilota  na Deutschen Verkehrsfliegerschule. Po uspešnem zaključku je bil dodeljen v Jagdgeschwader 132 “Richthofen”. S činom poročnika pa je bil Oesau eden prvih nemških pilotov, ki se je aprila 1938 pridružil Legiji Kondor v Španiji. Dodeljen je bil k tretji lovski eskadrilji 3. J/88, skozi celotno vojno pa je dosegel 9 zračnih zmag in si zagotovil status letalskega asa. Postal je eden od samo 27 prejemnikov Španskega križa v zlatu z briljanti. V tej vojni je bil tudi ranjen, za kar je prejel španski znak za ranjence. 
1. marca 1939 se je Oesau pridružil Stabsschwarmu I./JG 2, 15. julija pa je s činom nadporočnika postal Staffelkapitän 1./JG 20, ki se je kasneje preoblikoval v 7./JG 51. Oesau je prvo zmago v drugi svetovni vojni dosegel 13. maja 1940 v bitki za Francijo. To kampanjo je končal s petimi zmagami in jih je tako skupaj dosegel že 14. 18. avgusta 1940 je z dvema sestreljenima britanskima lovcema Hawker Hurricane, ki ju je sestrelil med bitko za Britanijo, postal peti pilot Luftwaffe, ki je dosegel 20 zmag v drugi svetovni vojni. Za ta podvig je bil odlikovan z Viteškim križem železnega križa. 
25. avgusta 1940 je postal major Oesau Gruppenkommandeur III./JG 51, 11. novembra 1940 pa Gruppenkommandeur III./JG 3. S to lovsko skupino je odšel na vzhod, kjer so Nemci zbirali svoje enote za invazijo na Sovjetsko zvezo (Operacija Barbarossa). Svojo 40. zračno zmago je Oesau dosegel 5. februarja 1941, 6. februarja pa je postal deveti prejemnik hrastovih listov k viteškemu križu. 
Svojo petdeseto zmago druge svetovne vojne je dosegel 30. junija, ko je sestrelil sovjetskega jurišnika Iljušin Il-2. 10. julija 1941 je v enem dnevu sestrelil kar pet sovražnih letal (za zmage od 64 do 68). 70. zmago je dosegel 11. julija, 80. pa že 17. julija. 15. julija je dosegel že svojo skupno 80. zmago, za kar je bil kot tretji pilot odlikovan z meči k viteškemu križu. 
Konec julija 1941 je bil poslan nazaj na zahodno fronto, kjer je prevzel poveljstvo nad polkom JG 2. Svojo stoto zmago je dosegel 26. oktobra in s tem postal šele tretji nemški pilot, ki mu je uspel ta podvig. Njegova žrtev je postal Supermarine Spitfire Vb (AB822) 72. eskadrilje RAF, ki ga je upravljal narednik L. Stock. Takoj za tem uspehom je Oesau dobil ukaz, ki mu je prepovedoval sodelovanje v bojnih akcijah. Poveljstvo Luftwaffe je namreč odločilo, da ne bo tvegalo njegove smrti, ki bi bila velik udarec morali nemških pilotov. Oesau je dobil več štabnih funkcij, med katerimi je najpomembnejša funkcija štabnega častnika v enoti Jagdfliegerführer 4 Brittany.
V letu 1942 je tako poletel na vsega nekaj bojnih nalog in skupaj dosegel samo tri zračne zmage. Tudi v letu 1943 ni smel leteti in je dosegel samo eno zmago v zraku, ko je 4. aprila v bližini francoskega mesta St. Pierre sestrelil težki ameriški bombnik Boeing B-17.
12. novembra 1943 se je s činom polkovnika vrnil na fronto. Imenovan je bil za komodorja JG 1, na mestu katerega je zamenjal padlega poveljnika te enote, polkovnika Hansa Philippa. Glavna naloga enote, ki ji je poveljeval Oesau je bila obramba rajha pred ameriškimi dnevnimi bombniškimi napadi. V tej vlogi je Oesau do svoje smrti sestrelil 10 težkih bombnikov in štiri spremljevalne lovce. Padel je v boju v bližini belgijskega mesta St. Vith, ko je s svojo Stabsschwarm enoto napadal ameriško bombniško formacijo. Pri napadanju enega od bombnikov je Oesaua presenetil ameriški spremljevalni lovec Lockheed P-38 Lightning in ga sestrelil. Gulle Oesau je umrl v razbitinah svojega lovca Messerschmitt Bf 109 G-6/AS (W. Nr. 20 601) Zeleni 13 v bližini St. Vitha. Po smrti so njemu v čast poimenovali elitni prvi lovski polk Luftwaffe z JG 1 »Oesau«. 
Walter Gulle Oesau je v karieri lovskega pilota na nekaj več kot 300 bojnih nalogah dosegel 127 priznanih zmag. 9 zmag je dosegel med špansko državljansko vojno, 74 na zahodni fronti (med njimi 14 težkih bombnikov) in 44 na vzhodni fronti.

## Napredovanja
| Država      | Čin          | Datum           |
| ----------- | ------------ | --------------- |
| Tretji rajh | Fahnenjunker | 1934            |
| Tretji rajh | Fähnrich     | 1937            |
| Tretji rajh | Oberfähnrich | ?               |
| Tretji rajh | Poročnik     | 20. april 1937  |
| Tretji rajh | Nadporočnik  | 15. julij 1939  |
| Tretji rajh | Stotnik      | 19. julij 1940  |
| Tretji rajh | Major        | 1. avgust 1941  |
| Tretji rajh | Podpolkovnik | 1. februar 1943 |
| Tretji rajh | Polkovnik    | 1. maj 1944     |

## Odlikovanja
- Železni križec 2. in 1. razreda
- Španski znak za ranjence
- Španski križ v zlatu z briljanti
- Znak za ranjence v srebru
- Nemški križ v zlatu
- Viteški križ železnega križca (avgust 1940)
  - hrastovi listi k viteškemu križu (6. februar 1941)
  - meči k viteškemu križu (15. julij 1941)